# Port lotniczy Al-Ujun
Port lotniczy Al-Ujun (ang. Hassan Airport) (IATA: EUN, ICAO: GMML) – międzynarodowy port lotniczy w Al-Ujun, nieoficjalnej stolicy Sahary Zachodniej, kraju pod administracją marokańską.

## Linie lotnicze i połączenia
| Linia Lotnicza  | Kierunek                                            |
| --------------- | --------------------------------------------------- |
| Binter Canarias | 1. Gran Canaria                                     |
| Royal Air Maroc | 1. Agadir 2. Casablanca 3. / Dakhla 4. Gran Canaria |